# Краль (округ Рімавска Собота)
Краль (словац. Kráľ, угор. Sajószentkirály) — село, громада в окрузі Рімавска Собота, Банськобистрицький край, Словаччина. Кадастрова площа громади — 11,08 км². Населення — 970 осіб (за оцінкою на 31 грудня 2017 р.).
Перша згадка 1282 року.

## Географія
Протікає Непорадзький потік.

## Населення
| Рік:            | 1994. | 2004.   | 2014.   | 2024.   |
| --------------- | ----- | ------- | ------- | ------- |
| Кількість осіб: | 909   | 925     | 968     | 932     |
| Різниця:        |       | +1,76 % | +4,64 % | -3,71 % |

| Рік:            | 2023. | 2024.   |
| --------------- | ----- | ------- |
| Кількість осіб: | 934   | 932     |
| Різниця:        |       | -0,21 % |